# Puigpelat
 Puigpelat es un municipio español de la comarca del Alto Campo, en la provincia de Tarragona, situado al sur de la comarca. Está situado sobre una pequeña elevación en medio de la llanura central que queda delimitada por los ríos Francolí y Gayá.

## Historia
Dentro de su término municipal se han hallado algunos restos arqueológicos que provienen de la época romana. De su pasado medieval se conserva todavía una de las puertas de entrada a la villa que formaba parte de la antigua muralla.

## Geografía humana

### Demografía
Cuenta con una población de 1205 habitantes (INE 2024).
| Gráfica de evolución demográfica de Puigpelat entre 1842 y 2021                                                       |
| |
| Población de derecho según los censos de población del INE. Población de hecho según los censos de población del INE. |

| 1900 | 1930 | 1950 | 1970 | 1981 | 1986 | 2022 |
| ---- | ---- | ---- | ---- | ---- | ---- | ---- |
| 680  | 565  | 529  | 434  | 401  | 442  | 1199 |

### Economía
La actividad económica más importante ha sido durante siglos la agricultura. Las tierras de cultivo han estado dedicadas a monocultivos, principalmente la viña, olivos, almendros y avellanos. En la actualidad la actividad agrícola está en recesión. El envejecimiento de la población dedicada a las tareas agrícolas y la escasa dedicación a las mismas por parte de los jóvenes tienen como consecuencia el abandono de los campos de cultivo y el paso hacia una incipiente industrialización de la zona que incide de forma negativa en la conservación del paisaje tradicional.

## Monumentos y lugares de interés
El edificio histórico más importante es la iglesia dedicada a Santa María. Se ha conservado también una talla del siglo XIII de la virgen amamantando a su hijo. Por esta razón se conoce como la Virgen de la Leche o Mare de Déu de la Llet. Esta imagen se encuentra actualmente en el Museo Diocesano de Tarragona.

## Cultura

### Fiestas
Dada su advocación mariana, Puigpelat celebra su fiesta mayor el 15 de agosto.
También se incluyen celebraciones religiosas como la "Mare de Déu de la llet"

## Vecinos ilustres
- Aleix Vidal